# Ephippiochthonius giustii
Espèce
Synonymes
- Chthonius giustii Callaini, 1981

Ephippiochthonius giustii est une espèce de pseudoscorpions de la famille des Chthoniidae.

## Distribution
Cette espèce est endémique de Corse en France. Elle se rencontre vers Vivario et Cervione.

## Description
Les mâles mesurent de 0,998 à 1,030 mm et les femelles de 1,160 à 1,310 mm.

## Étymologie
Cette espèce est nommée en l'honneur de Folco Giusti.

## Publication originale
- Callaini, 1981 : Notulae Chernetologicae V. Il sottogenere Ephippiochthonius in Corsica (Arachnida, Pseudoscorpionida, Chthoniidae). Annali del Museo Civico di Storia Naturale di Genova, vol. 83, p. 307-323 (texte intégral).